# NGC 7674
NGC 7674 (również PGC 71504, UGC 12608 lub HCG 96A) – galaktyka spiralna z poprzeczką (SBbc), znajdująca się w gwiazdozbiorze Pegaza. Została odkryta 16 sierpnia 1830 roku przez Johna Herschela. Znajduje się w odległości około 400 milionów lat świetlnych od Ziemi. Należy do galaktyk Seyferta typu 2. Galaktyce tej towarzyszy znacznie mniejsza NGC 7674A, razem stanowią one obiekt Arp 182 w Atlasie Osobliwych Galaktyk Haltona Arpa, ponadto wchodzą też w skład zwartej grupy Hickson 96 (HCG 96).
W galaktyce tej zaobserwowano supernową SN 2011ee.